# Tandi Wright
Pour les articles homonymes, voir Wright.
Tandi Wright est une actrice néo-zélandaise née le 4 mai 1970 en Zambie.

## Biographie
Tandi Wright est surtout connue pour avoir joué le rôle de Caroline Buxton (en) dans la série Shortland Street,.

## Filmographie
- 1984 : Out of Time (téléfilm)
- 1992 : Absent Without Leave : la fiancée de Tom
- 1996 : The Enid Blyton Adventure Series (série télévisée) : Ingrid
- 1996 : Permanent Wave (court métrage) : Karen
- 1996-1999 : Shortland Street (série télévisée) : infirmière Caroline Buxton (en) (76 épisodes)
- 2000 : Street Legal (en) (série télévisée) : détective Angela Watson
- 2000 : Xena, la guerrière (série télévisée) : Sonata / Sarah
- 2001 : Mercy Peak (série télévisée) : Candy
- 2001 : Crash Palace (série télévisée) : Penny Watts (8 épisodes)
- 2002 : This Is Not a Love Story
- 2001-2002 : Being Eve (série télévisée) : Alannah Lush (21 épisodes)
- 2003 : Willy Nilly (série télévisée) : Joy
- 2003 : Sylvia
- 2004 : Une famille pour la vie (Raising Waylon) (émission télévisée) : Tina Stanfill
- 2004 : Not Only But Always (téléfilm) : Julie Andrews
- 2004 : Serial Killers (série télévisée) : Sally (7 épisodes)
- 2005 : Power Rangers : Super Police Delta  (série télévisée) : Isinia Cruger / Aisynia Cruger (6 épisodes)
- 2006 : Maddigan's Quest (série télévisée) : la mère de Timon
- 2005-2006 : Seven Periods with Mr Gormsby (en) (série télévisée) : Fenn Partington (14 épisodes)
- 2006 : Black Sheep : docteure Rush
- 2006 : Out of the Blue : Julie-Anne Bryson
- 2006 : The Lost Children (série télévisée) : Charlotte Melville (12 épisodes)
- 2009 : Piece of My Heart (téléfilm) : Chloe Morton
- 2009-2010 : Legend of the Seeker : L'Épée de vérité (série télévisée) : Alina (3 épisodes)
- 2010 : Outrageous Fortune (série télévisée) : Mandy
- 2010 : This Is Not My Life (série télévisée) : Callie Ross (11 épisodes)
- 2011 : Pop-Up (série télévisée) (voix diverses)
- 2011 : Bliss (téléfilm) : Lily Trowell
- 2012 : Derby Dogs : Karen
- 2013 : Jack le chasseur de géants : la Reine
- 2011-2014 : Nothing Trivial (en) (série télévisée) : Catherine Duvall (31 épisodes)
- 2015 : The Returned (série télévisée) : Claire Winship (10 épisodes)
- 2016 : The Rehearsal : Naomi Lancaster
- 2016 : Hyde & Seek (série télévisée) : Jenna Finch / Jemma (2 épisodes)
- 2018 : Alibi (série télévisée) : détective Robin Carter
- 2015-2018 : 800 Words (en) (série télévisée) : Laura Turner (6 épisodes)
- 2018 : Brokenwood (The Brokenwood Mysteries) (série télévisée) : Lulu
- 2019 : Daffodils : Eileen
- 2019 : The Wilds (série télévisée) : Maryanne Rilke
- 2026 : Evil Dead Burn de Sébastien Vaniček